# 渭城站
- 關於银西高速铁路位于咸阳市北塬新城的车站，請見「咸阳北站」。

渭城站，原名咸阳北站，是位于陕西省咸阳市渭城区渭城湾的一个铁路车站，邮政编码712039。车站建于1973年，有咸铜铁路经过该站，现仅办理货运，不办理客运业务，车站及其上下行区间均已电气化。车站距离咸阳站7公里，隶属西安铁路局，是四等站。